# Simulation en temps réel
 (septembre 2021).
La mise en forme du texte ne suit pas les recommandations de Wikipédia : il faut le « wikifier ».
Les points d'amélioration suivants sont les cas les plus fréquents :
- Les titres sont pré-formatés par le logiciel. Ils ne sont ni en capitales, ni en gras.
- Le texte ne doit pas être écrit en capitales (les noms de famille non plus), ni en gras, ni en italique, ni en « petit »…
- Le gras n'est utilisé que pour surligner le titre de l'article dans l'introduction, une seule fois.
- L'italique est rarement utilisé : mots en langue étrangère, titres d'œuvres, noms de bateaux, etc.
- Les citations ne sont pas en italique mais en corps de texte normal. Elles sont entourées par des guillemets français : « et ».
- Les listes à puces sont à éviter, des paragraphes rédigés étant largement préférés. Les tableaux sont à réserver à la présentation de données structurées (résultats, etc.).
- Les appels de note de bas de page (petits chiffres en exposant, introduits par l'outil «  Source ») sont à placer entre la fin de phrase et le point final[comme ça].
- Les liens internes (vers d'autres articles de Wikipédia) sont à choisir avec parcimonie. Créez des liens vers des articles approfondissant le sujet. Les termes génériques sans rapport avec le sujet sont à éviter, ainsi que les répétitions de liens vers un même terme.
- Les liens externes sont à placer uniquement dans une section « Liens externes », à la fin de l'article. Ces liens sont à choisir avec parcimonie suivant les règles définies. Si un lien sert de source à l'article, son insertion dans le texte est à faire par les notes de bas de page.
- La présentation des références doit suivre les conventions bibliographiques. Il est recommandé d'utiliser les modèles {{Ouvrage}}, {{Chapitre}}, {{Article}}, {{Lien web}} et/ou {{Bibliographie}}. Le mode d'édition visuel peut mettre en forme automatiquement les références.
- Insérer une infobox (cadre d'informations à droite) n'est pas obligatoire pour parachever la mise en page.

Pour une aide détaillée, merci de consulter Aide:Wikification.
Si vous pensez que ces points ont été résolus, vous pouvez retirer ce bandeau et améliorer la mise en forme d'un autre article.

La simulation en temps réel fait référence à une simulation informatique d'un système physique qui peut s'exécuter au même rythme que l'heure réelle. En d'autres termes, le modèle informatique fonctionne au même rythme que le système physique réel. Par exemple, si une citerne prend 20 minutes pour se remplir dans le monde réel, la simulation prendrait également 20 minutes.
La simulation en temps réel est courante dans les jeux informatiques, mais elle est également importante sur le marché industriel pour la formation d'opérateurs et le réglage des contrôleurs hors ligne. Les langages informatiques tels que LabVIEW, SolidThinking Embed et Simulink permettent la création rapide de simulations en temps réel. Ils ont des connexions avec des écrans industriels et des automates programmables via OLE pour le contrôle de processus ou des cartes d'Entrées/Sorties numériques et analogiques. Plusieurs simulateurs en temps réel sont disponibles sur le marché comme xPC Target et RT-LAB. Simulink, eFPGASIM et eDRIVESIM pour les systèmes mécatroniques. eMEGASIM, HYPERSIM pour une simulation électronique de puissance et RTDS pour la simulation en temps réel du réseau électrique.

## Qu'est-ce que la simulation en temps réel
Dans une simulation en temps réel, la simulation est effectuée dans un temps discret avec un pas constant également connu sous le nom de simulation à pas fixe. Lorsque le temps avance dans une durée égale, d'autres techniques à pas variable sont utilisées pour les hautes fréquences transitoires mais ne conviennent pas à une simulation en temps réel.
Dans une simulation en temps réel, le temps requis pour résoudre les équations d'état internes et les fonctions représentant le système doit être inférieur au pas fixe. Si le temps de calcul dépasse le temps du pas fixe, on dit qu'un dépassement s'est produit. Autrement dit, la simulation en temps réel doit reproduire les variables internes et la sortie dans le même laps de temps que son homologue physique le ferait.
La configuration des modèles pour qu'ils s'exécutent en temps réel permet d'utiliser la simulation hardware-in-the-loop pour tester les contrôleurs. Cette technique permet d'apporter des modifications de conception plus tôt dans le processus de développement, ce qui réduit les coûts et raccourcit le cycle de conception.

## Simulation en temps réel dans les programmes universitaires
Les simulateurs en temps réel sont largement utilisés dans de nombreux domaines de l'ingénierie. En conséquence, l'inclusion d'applications de simulation dans les programmes universitaires peut apporter une grande valeur à l'étudiant. Les tests statistiques de protection du réseau électrique, la conception et la simulation d'avions, les méthodes de conception de contrôleurs d'entraînement de moteur et l'intégration de robots spatiaux sont quelques exemples d'applications de la technologie des simulateurs en temps réel.